# Naučná stezka Hraniční meandry Odry
Naučná stezka Hraniční meandry Odry, polsky Ścieżka Dydaktyczna Meandry Rzeky Odry, je naučná stezka a cyklostezka. Leží na území městských částí Starý Bohumín a Šunychl města Bohumín v okrese Karviná v Moravskoslezském kraji. Geograficky se také nachází na pravém břehu veletoku Odra u česko-polské státní hranice v nížině Ostravská pánev v Horním Slezsku a také v chráněném území přírodní památka Hraniční meandry Odry.

## Historie a popis
Naučná stezka Hraniční meandry Odry je zaměřena na přírodu, historii, paleolontologii a místopis oblasti, má délku 9 km, minimální převýšení, 17 zastavení a 6 informačních panelů v češtině a polštině. Byla postavena v říjnu 2011. Území, jež bylo v minulosti ovlivněno ledovci v době ledové, je z geologického pohledu tvořeno čtvrtohorními sedimenty, povodňovými hlínami, jíly a štěrky. Naučná stezka začíná ve Starém Bohumíně u silnice I/67 v blízkosti turistického přístřešku a pokračuje kolem kapličky Pustyňa, hřbitova na náměstí Svobody a k hraničnímu přechodu Starý Bohumín. Pak pokračuje kolem řeky Odra k antropogenním jezerům Malému Kališovu jezeru a Velkému Kališovu jezeru a mrtvému ramenu Odry. Následně vede k Šunychlu s krátkou odbočkou k bývalému československému přístavu Šunychl, který zanikl v roce 1976. Další trasa pokračuje do vesnice Kopytov s náměstím Svatého Floriána, které je nejmenším náměstím v Evropě a pamětní lípou v Kopytově a krátkou odbočkou k turistickému přístřešku Na Vyhlídce. Trasa pak vede až k soutoku řek Odra a Olše, který je geograficky nejníže položeným bodem Moravskoslezského kraje s nadmořskou výškou 195 m a také byl po první světové válce trojmezím (Dreiländerecke, trójstyk) hranic Československa, Německa a Polska. Stezka vede po asfaltových silnicích, polních a lesních cestách.

### Navazující turistické trasy a cyklostezky
Naučná stezka Hraniční meandry Odry navazuje na další turistické trasy a cyklostezky, kterými jsou EuroVelo 4, cyklistická trasa 10, cyklistická trasa 56, cyklistická trasa 6109, cyklistická trasa 6257, cyklotrasa A, cyklotrasa D, cyklotrasa P a červená turistická stezka.

## Další informace
Na opačném (levém, polském) břehu Odry je postavena Ścieżka przyrodnicza Meandry Rzeki Odry, která vede z Chałupek až k Zabełkowu přes chráněná území Natura 2000 - Graniczny Meander Odry a EVL Hraniční meandry Odry.

## Galerie

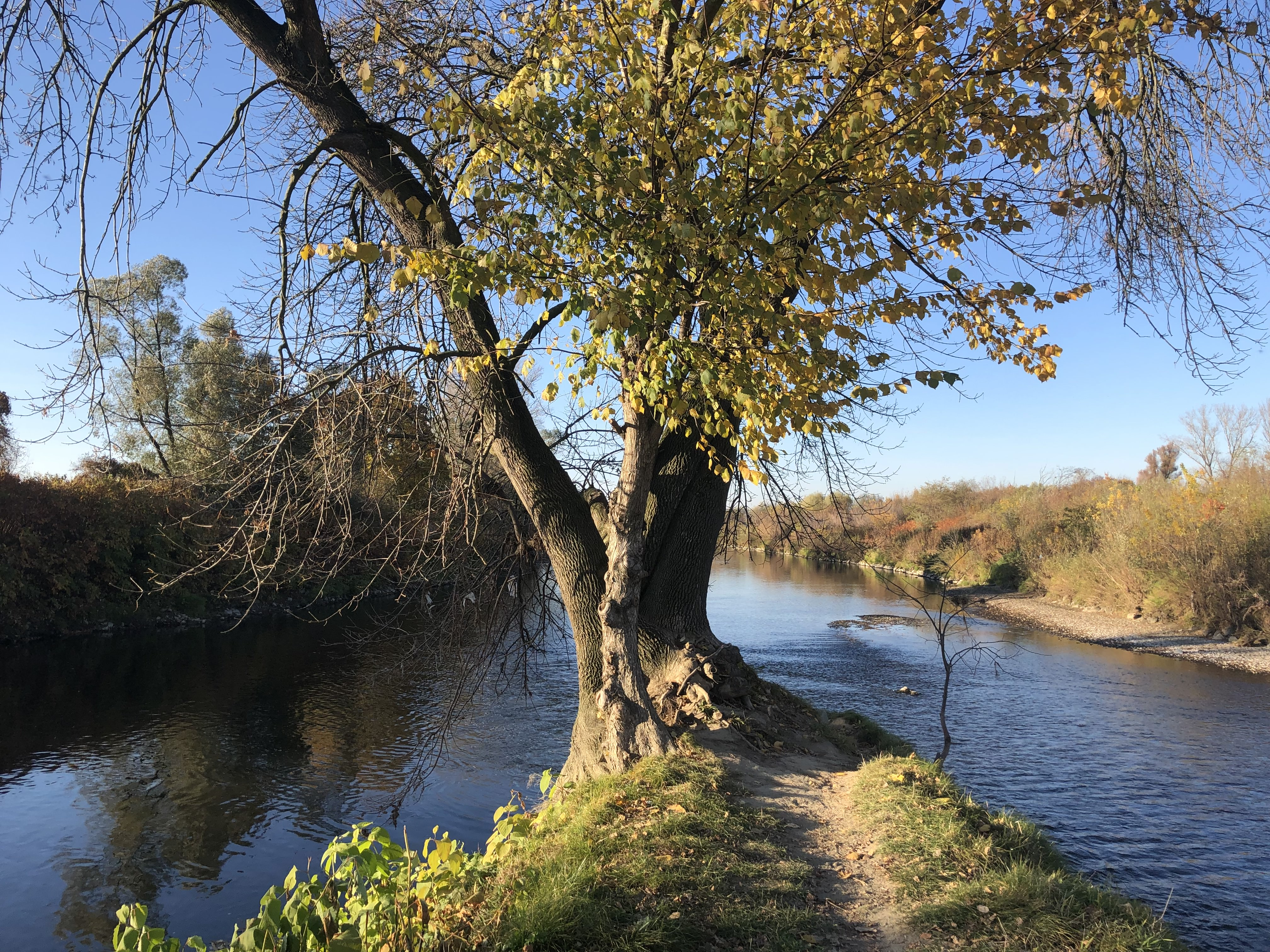
Soutok Odry a Olše
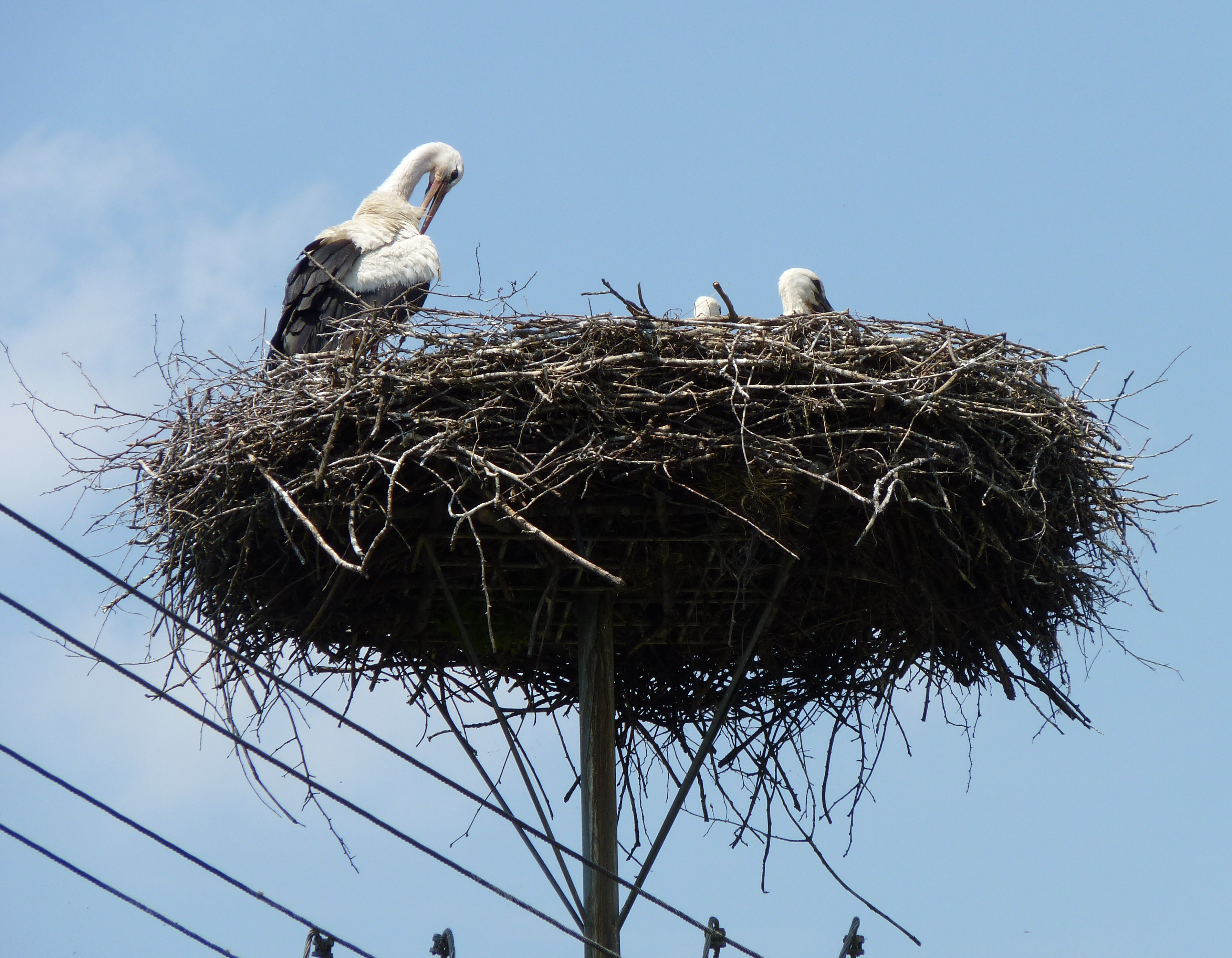
Čáp bílý